# Wateringen
Wateringen – miejscowość w Holandii, w prowincji Holandia Południowa, w gminie Westland. W 2019 roku liczyła 15.910 mieszkańców. Do roku 2003 samodzielna gmina, w skład której wchodziła też miejscowość Kwintsheul. Od 1 stycznia 2004, wraz z miejscowościami Naaldwijk, 's-Gravenzande, De Lier, Monster i  Kwintsheul, włączona do nowo powstałej gminy Westland z siedzibą w Naaldwijku.
Wateringen od wschodu graniczy z osiedlem Wateringse Veld będącym częścią Hagi. Osiedle mieszkaniowe Wateringse Veld powstało po roku 1994, kiedy przyłączono do Hagi część niezabudowanych terenów Wateringen.
Wateringen jest dobrze skomunikowane z Hagą poprzez miejskie linie tramwajowe i autobusowe. Z tego powodu wielu mieszkańców Hagi kupuje tu nieruchomości, aby zamieszkać z dala od wielkomiejskiego zgiełku.

## Galeria

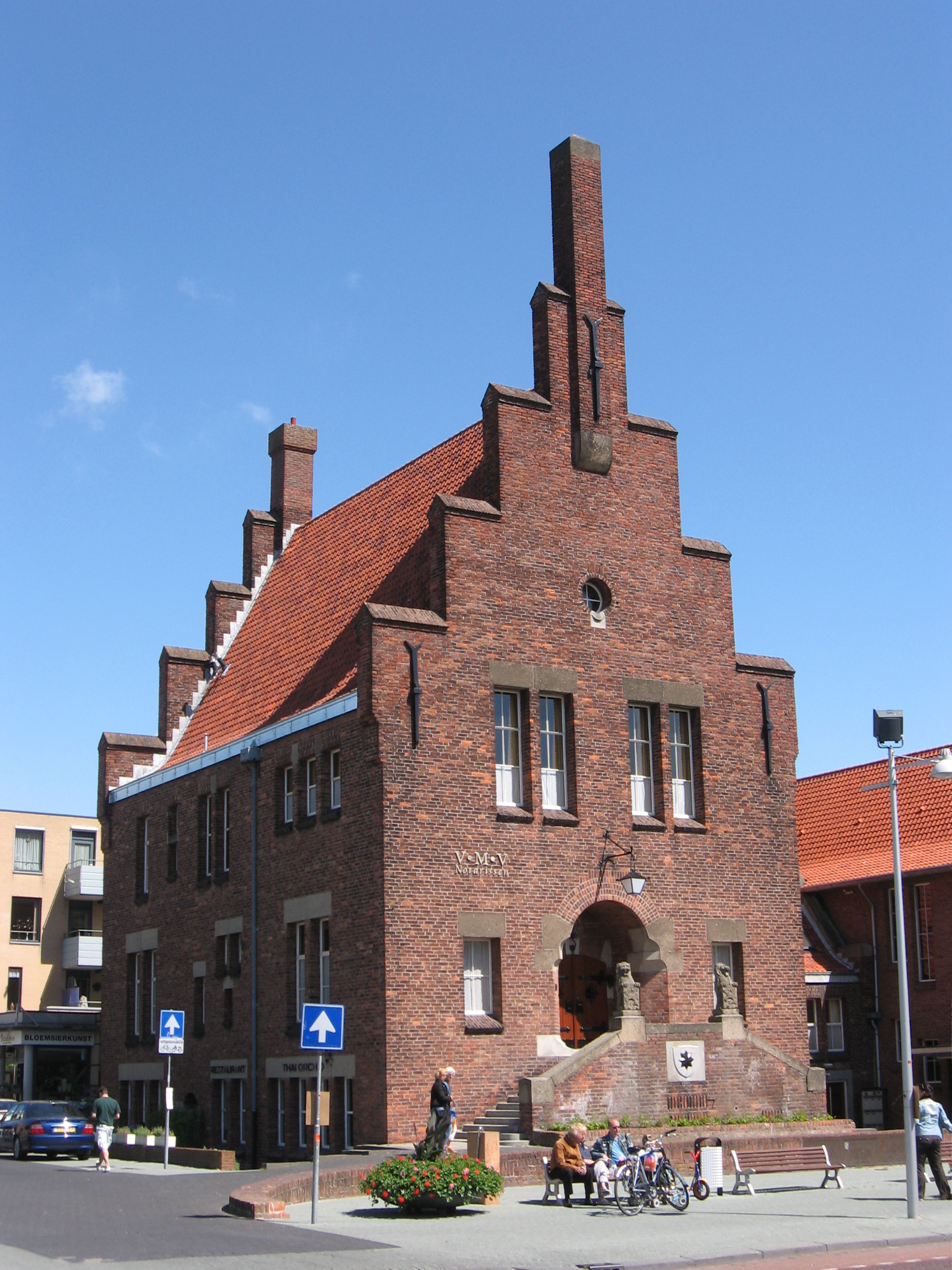
Stary ratusz
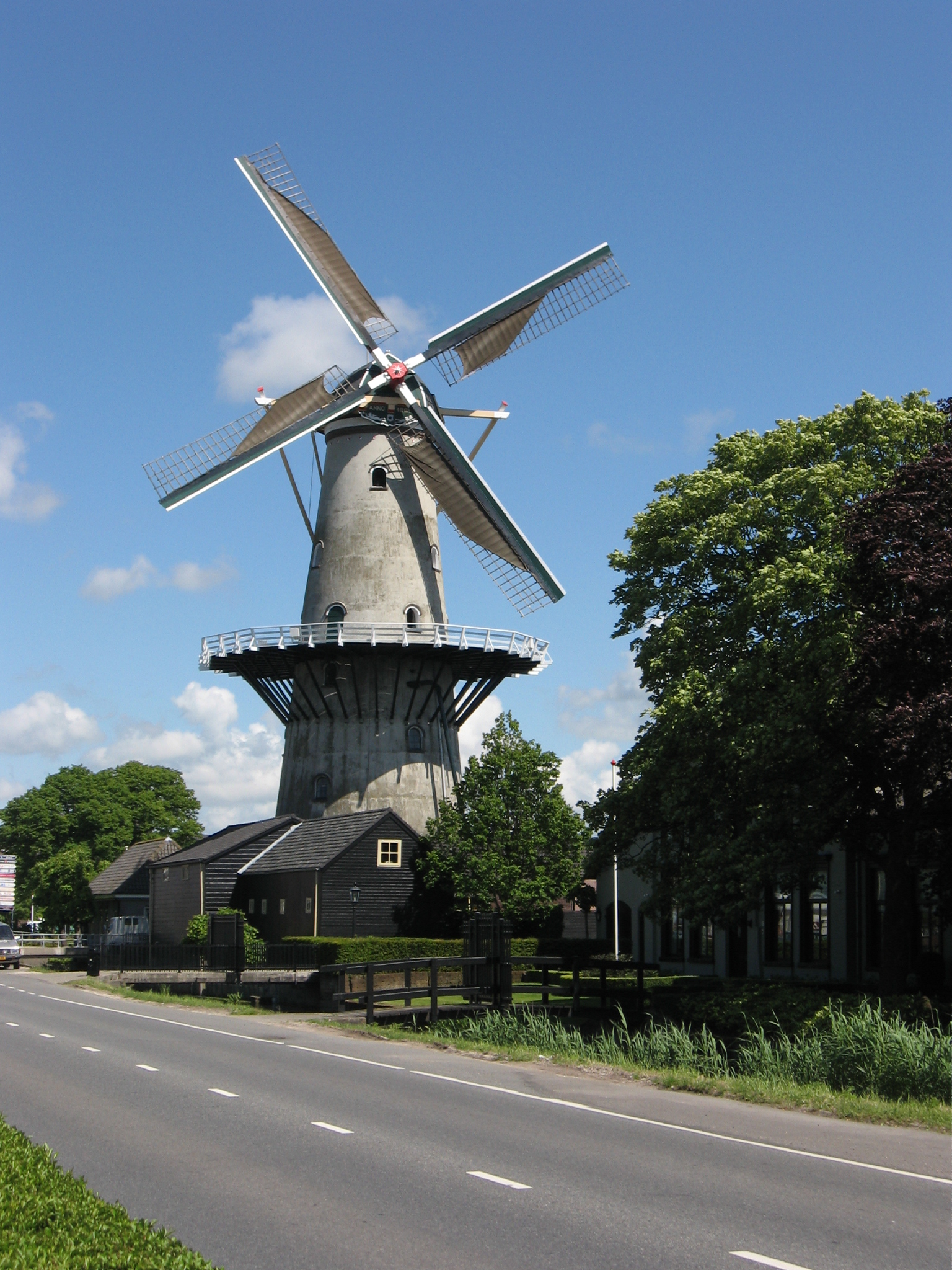
Zabytkowy wiatrak
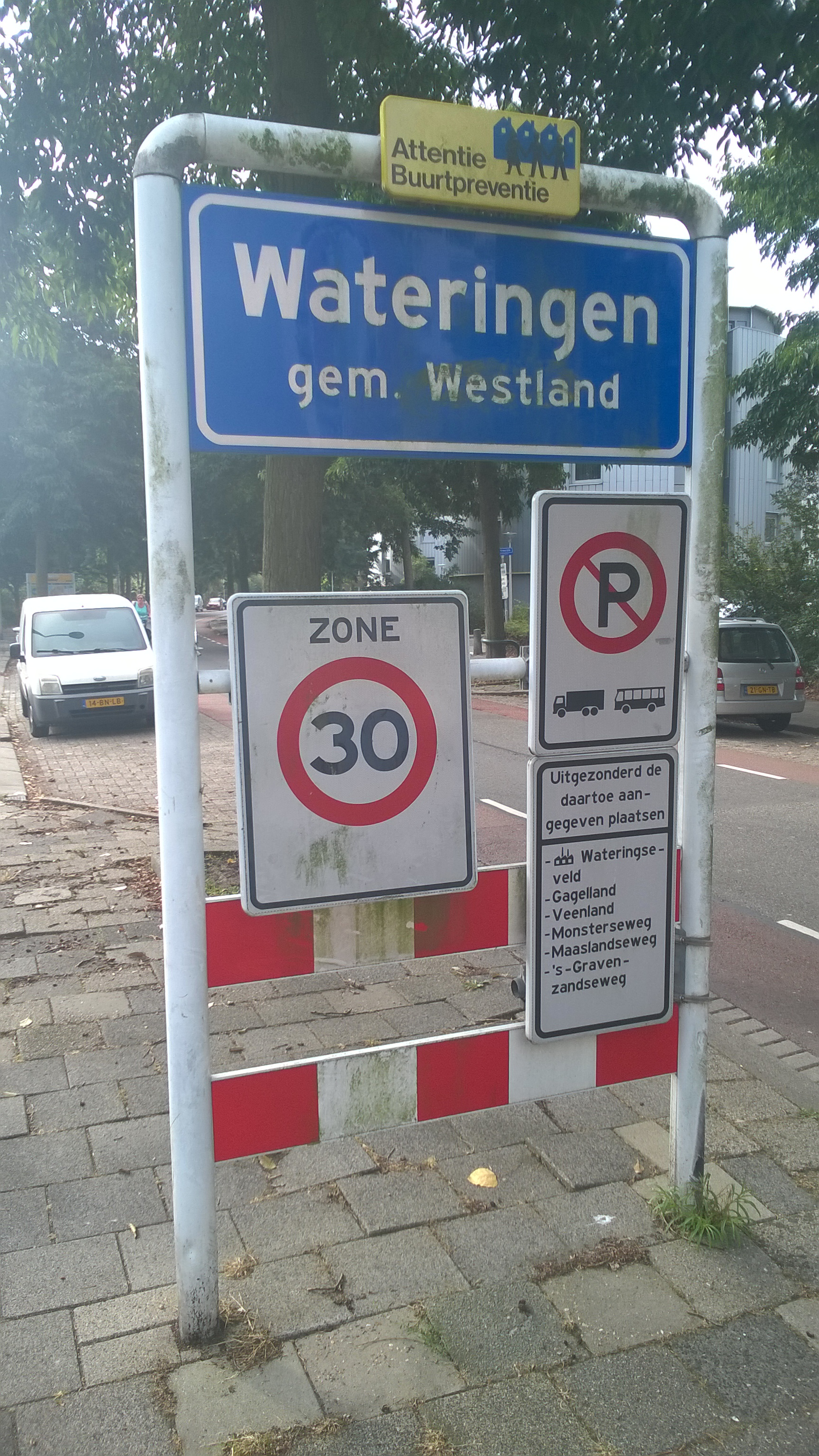
Tablica Informacyjnna
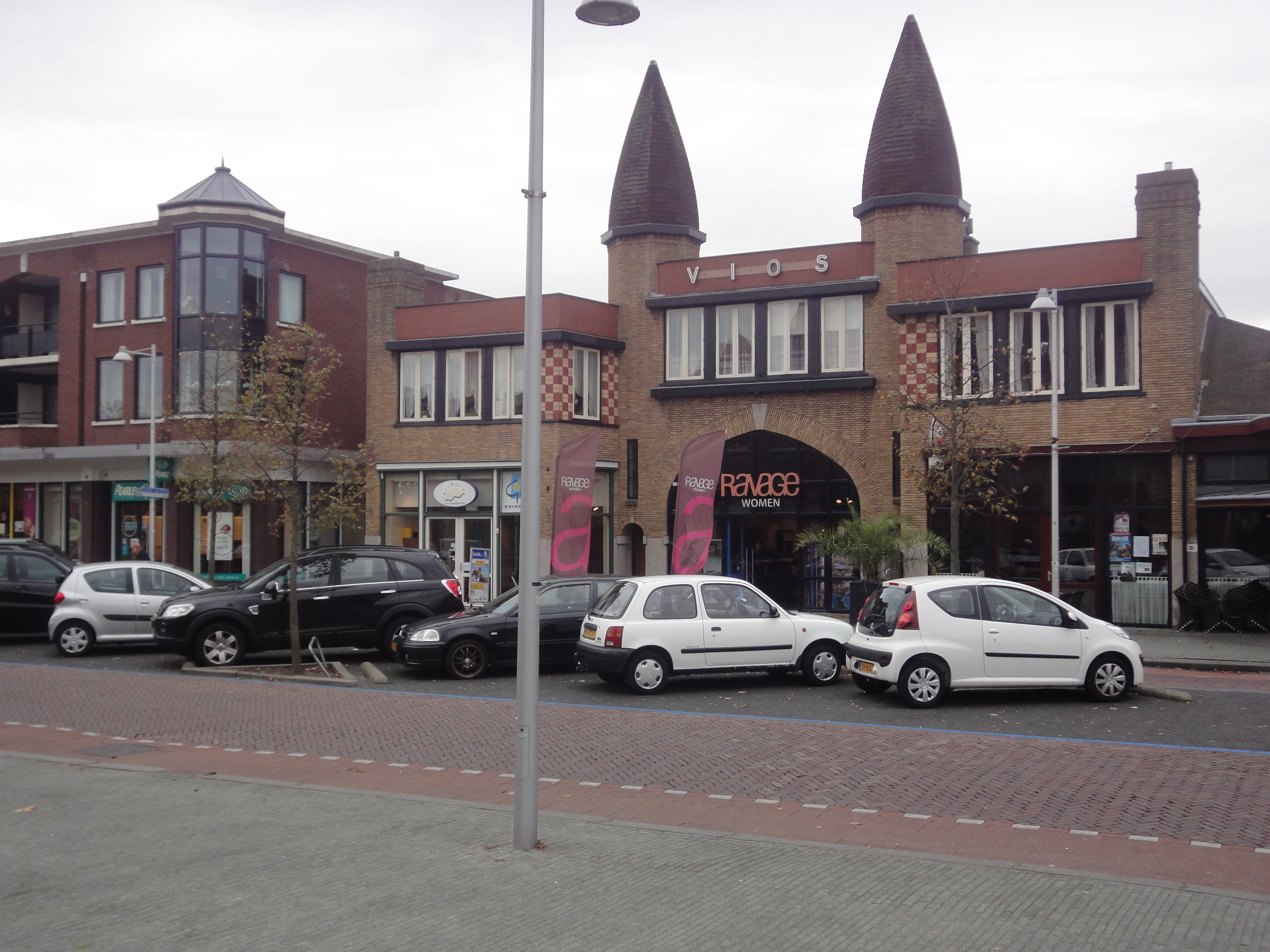
Centrum handlowe
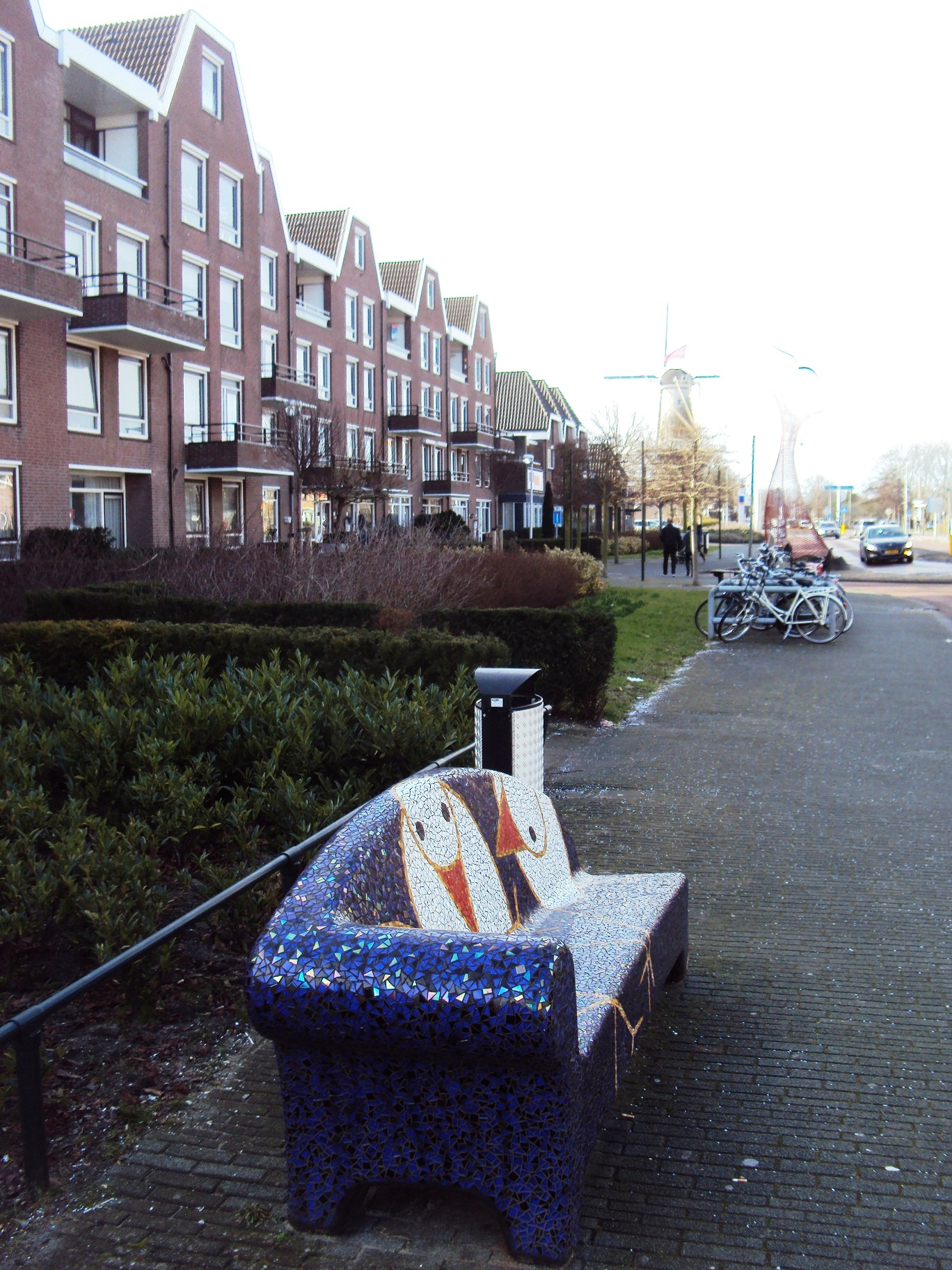
Osiedle mieszkaniowe

## Urodzeni w Wateringen
- Hugo María van Steekelenburg
- Kiki Bertens
- Rinka Duijndam